# Castell de Vallada
El castell de Vallada (la Costera, País Valencià), conegut també com a Castell d'Ombria, és un castell d'origen musulmà situat en el paratge de La Penya, sobre un monticle a 520 metres d'altitud, des d'on es domina tot la vall del riu Canyoles. Va formar part de la xarxa de castells de defensa d'aquesta vall, al costat dels castells de Xàtiva, Montesa i Moixent.

## Descripció
És d'origen islàmic. El recinte, de forma pentagonal, es localitza en la zona més abrupta del cim, en un extrem sobre el precipici, de manera que només podia ser atacat per l'oest, on es localitzaven dues torres bessones i un mur amb passadís i merlets. Construït amb fàbrica de maçoneria i tàpia, compta amb altres torres i dependències, així com aljub.
Per l'entorn s'han trobat molins de pedra i puntes de fletxa de l'edat de bronze.

## Història
L'alqueria de Vallada va ser conquerida per Jaume I i retornada als musulmans el 1244. El 1274, Jaspert de Barberà rebia el castell i la vila, tot i que l'indret estava gairebé despoblat. El 1289, Bernat de Bellvís va repoblar-lo amb 120 famílies cristianes.
El castell va ser força cobdiciat pels musulmans, atès la seua posició estratègica. El 1318 consta que Ferrer de Bellera era l'alcaid del castell, i anys més tard, va ser testimoni de la divisió dels termes de Montesa i Canals. Va ser arruinat al segle xiv, i va ser posteriorment danyat pel terratrèmol del 1748.